# Westernport-Raffinerie
Die Westernport-Raffinerie war eine australische Erdölraffinerie des britischen Konzerns BP.

## Geographie

### Lage
Die Raffinerie befand sich in der Stadt Crib Point im australischen Bundesstaat Victoria, 45 Meilen südöstlich von Melbourne. Das Gelände der Raffinerie befindet sich direkt an der Bucht Western Port, so konnte das Rohöl mit einem Pier direkt aus großen Öltankern entladen werden, sowie Produkte der Raffinerie wieder verladen.

## Geschichte
Am 15. Mai 1963 wurde die BP Refinery (Westernport) Proprietary Limited als Betreibergesellschaft gegründet.
Die mit einer Jahreskapazität von 1,5 Mio. Tonnen geplante Raffinerie nahm 1966 ihren Betrieb auf. Insgesamt wurden für die Errichtung der Raffinerie 30 Millionen australische Dollar investiert. Der erste Öltanker landete am 28. Juli 1966 40.000 Tonnen Rohöl für die Raffinerie aus dem Persischen Golf an.
Bereits seit 1955 betrieb BP in Kwinana eine Raffinerie und mit der Westernpoint-Raffinerie nahm ein zweiter Standort den Betrieb auf.  Die BP-Bulwer Island Raffinerie gelangte erst mit der Übernahme der Atlantic Richfield Company 1984 zur BP. 
Der Standort am Western Port wurde gewählt, um die Verfügbarkeit von Kraftstoffen im südwestlichen Australien zu verbessern. Um den Pier auch für große Schiff erreichbar zu machen, wurde eine Zufahrtsrinne in der Bucht ausgebaggert. Nach der Stilllegung am 1. April 1985 wurden einige Prozessanlagenteile in der Bulwer Island-Raffinerie wiederverwendet.
1992 planten Shell und Esso das Gelände und die Piers Um- und Auszubauen und sie als Entladeterminal für ihre Raffinerien in Geelong und die Altona-Raffinerie zu nutzen. Das Rohöl sollte über eine Pipeline zu den beiden Raffinerien gepumpt werden. Umgesetzt wurde nur ein Umladen von Schiff zu Schiff, da nur kleinere Schiffe die Bucht Port Phillip befahren können.